# Цирковљан
Цирковљан је насељено место у саставу града Прелога у Међимурској жупанији, Хрватска. До територијалне реорганизације у Хрватској налазио се у саставу старе општине Чаковец.

## Становништво
На попису становништва 2011. године, Цирковљан је имао 818 становника.

## Попис1991.
На попису становништва 1991. године, насељено место Цирковљан је имало 945 становника, следећег националног састава:
| Попис 1991.‍ | Попис 1991.‍ | Попис 1991.‍ | Попис 1991.‍ | Попис 1991.‍ |
| ----------- | ----------- | ----------- | ----------- | ----------- |
|             |             |             |             |             |
| Хрвати      | Хрвати      |             | 931         | 98,51%      |
| Југословени | Југословени |             | 1           | 0,10%       |
| Мађари      | Мађари      |             | 1           | 0,10%       |
| Немци       | Немци       |             | 1           | 0,10%       |
| непознато   | непознато   |             | 11          | 1,16%       |
| укупно: 945 |             |             |             |             |